# 上岐村 (福州市)
上岐村是中国福建省福州市马尾区罗星街道下辖的一个行政村。面积37平方千米，人口700。

## 地理位置
上岐村位于馬尾隧道旁，全村坐標自西向東，和罗星街道管辖2个社区和1个行政村相鄰，分别是：
南臨沿山社区、北鄰培英社区、東臨君竹村。西面則緊貼鼓山山脈。